# Mesocacia punctifasciata
Mesocacia punctifasciata är en skalbaggsart som beskrevs av J. Linsley Gressitt 1940. Mesocacia punctifasciata ingår i släktet Mesocacia och familjen långhorningar. Inga underarter finns listade i Catalogue of Life.